# Bilosirka (Mykolajiw)
Bilosirka (ukrainisch Білозірка; russisch Белозёрка Belosjorka) ist ein Dorf in der ukrainischen Oblast Mykolajiw mit etwa 1700 Einwohnern (2004).

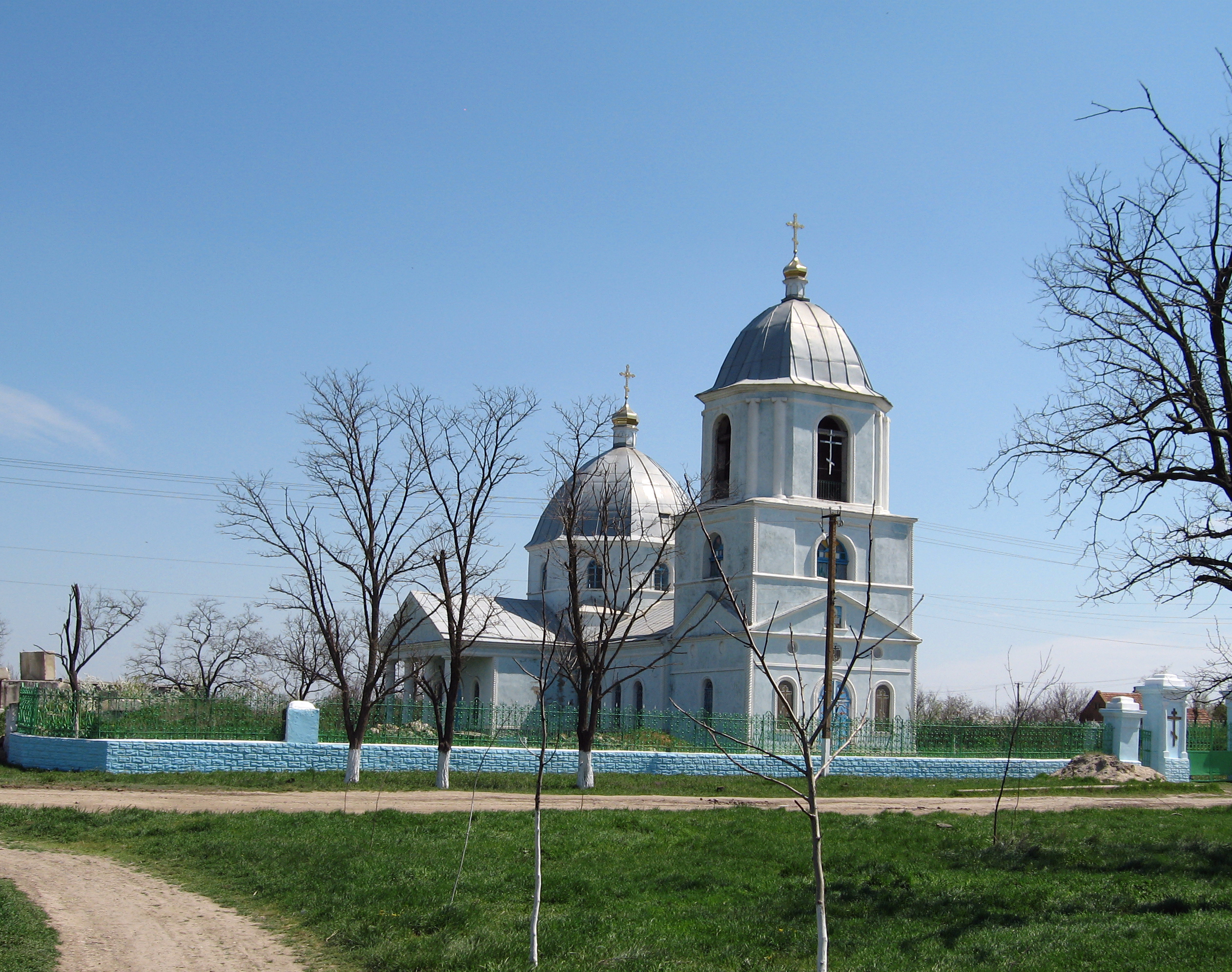
Orthodoxe Dorfkirche

Das 1812 gegründete Dorf hieß zwischen 1922 und März 2016 nach einem örtlichen sowjetischen Aktivisten Barmaschowe (Бармашове) und erhielt dann im Zuge der Dekommunisierung in der Ukraine seinen heutigen Namen.
Bilosirka liegt an der Territorialstraße T–15–08 43 km nordöstlich vom Oblastzentrum Mykolajiw.
Am 12. Juni 2020 wurde das Dorf ein Teil der Siedlungsgemeinde Perwomajske; bis dahin bildete es die Landratsgemeinde Bilosirka (Рибаківська сільська рада/Rybakiwska silska rada) im Nordosten des Rajons Witowka.
Seit dem 17. Juli 2020 ist es ein Teil des Rajons Mykolajiw.